# Марія де Вентадорн
Марі́я де Вентадо́рн, Марія Вентадорнська († в 1221 р.) — трубадурка і покровителька трубадурів. Письменниця, поетеса, композиторка, протофеміністка.
Оспівувалася багатьма трубадурами, у тому числі Гаусельмом Файдітом. Збереглася тенсона Марії з Гі д'Юсселем, де розглядається питання про рівність куртуазних закоханих. Була у шлюбі з Ебле V Вентадорнським.
Вшанована на Поверху спадщини Джуді Чикаго.